# Clinodiplosis cyanococci
Clinodiplosis cyanococci är en tvåvingeart som först beskrevs av Ephraim Porter Felt 1907.  Clinodiplosis cyanococci ingår i släktet Clinodiplosis och familjen gallmyggor. Inga underarter finns listade i Catalogue of Life.